# Aeternus
Aeternus – norweski zespół metalowy, grający death metal.
Aeternus powstał w 1993 jako trio. Założycielem zespołu był Ares. Aeternus ma na koncie 6 pełnych albumów. Koncertował m.in. z Deicide, Mayhem, Cannibal Corpse czy Emperor.

## Dyskografia
- Walk My Path demo (1994)
- Dark Sorcery EP (View Beyond Records, 1995)
- Beyond the Wandering Moon (Hammerheart, 1997)
- ...And So the Night Became (Hammerheart, 1998)
- „Dark Rage” 7” (1998)
- Shadows of Old (Hammerheart, 2000)
- Burning the Shroud EP (Martyr Records/Hammerheart, 2001)
- Ascension of Terror (Martyr, 2001)
- A Darker Monument (Candlelight Records, 2003)
- Hexaeon (Karisma Records/Dark Essence Records, 2006)
- ...and the Seventh His Soul Detesteth (Dark Essence Records, 2013)